# Керінн (Західна Вірджинія)
Керінн (англ. Corinne) — переписна місцевість (CDP) в США, в окрузі Вайомінг штату Західна Вірджинія. Населення — 318 осіб (2020).

## Географія
Керінн розташований за координатами 37°34′6″ пн. ш. 81°21′48″ зх. д. / 37.56833° пн. ш. 81.36333° зх. д. (37.568331, -81.363471).  За даними Бюро перепису населення США в 2010 році переписна місцевість мала площу 1,02 км², з яких 0,96 км² — суходіл та 0,07 км² — водойми.

## Демографія
Згідно з переписом 2010 року, у переписній місцевості мешкали 362 особи в 134 домогосподарствах у складі 98 родин. Густота населення становила 354 особи/км².  Було 157 помешкань (154/км²).
Расовий склад населення:
| - 97,2 % — білих - 1,1 % — чорних або афроамериканців |

До двох чи більше рас належало 1,7 %. Частка іспаномовних становила 0,3 % від усіх жителів.
За віковим діапазоном населення розподілялося таким чином: 24,3 % — особи молодші 18 років, 52,8 % — особи у віці 18—64 років, 22,9 % — особи у віці 65 років та старші. Медіана віку мешканця становила 43,3 року. На 100 осіб жіночої статі у переписній місцевості припадало 98,9 чоловіків;  на 100 жінок у віці від 18 років та старших — 98,6 чоловіків також старших 18 років.
Цивільне працевлаштоване населення становило 91 осіб. Основні галузі зайнятості: освіта, охорона здоров'я та соціальна допомога — 58,2 %, сільське господарство, лісництво, риболовля — 41,8 %.